# Étoile invitée de 70
« L'étoile invitée de 70 » est un phénomène astronomique observé en l'an 70 de notre ère par des astronomes chinois, qui l'ont recensé sous l'appellation générique d'étoile invitée, c'est-à-dire l'apparition temporaire d'un nouvel astre dans le ciel. Ce type de phénomène possède trois causes possibles : il peut s'agir d'une comète, d'une nova ou d'une supernova. Le phénomène est très mal documenté, mais le témoignage parvenu de cette époque plaide pour une nova.

## Témoignage disponible
Pour de nombreux phénomènes astronomiques datant de plus de 1000 ans transmis par les astronomes du monde chinois, il n'existe que peu de sources ; en l'occurrence, pour « l'étoile invitée de 70 », on n'en possède qu'une seule. Celle-ci provient du Hou Hanshu (Livre des Han postérieurs), qui relate l'histoire de la branche orientale de la dynastie Han entre 25 et 220. Elle relate que l'astre est apparu dans l'astérisme Xuanyuan, situé dans l'actuelle constellation occidentale du Lion. Aucune autre indication de position n'est donnée, ce qui rend la localisation précise du phénomène difficile, du fait de la grande taille de l'astérisme. L'astre est resté visible 48 jours. Aucune indication de mouvement n'est donnée. L'astérisme est situé assez loin du plan galactique (latitude galactique de l'ordre de +50°).

## Interprétation
L'absence de mouvement de l'astre semble exclure l'hypothèse d'une comète. Sa durée de visibilité relativement courte, associée à un fort éloignement du plan galactique, exclut également l'hypothèse d'une supernova. L'hypothèse d'une nova semble donc la plus cohérente pour expliquer ce phénomène, bien qu'il soit difficile d'acquérir une certitude absolue sur sa nature exacte.

## Référence
- (en) Francis Richard Stephenson et David A. Green, Historical supernovae and their remnants, Oxford, Oxford University Press, 2002, 252 p. (ISBN 0198507666), page 202.